# ストーミー・ダニエルズとドナルド・トランプのスキャンダル
| ダニエルズ （2010年）とトランプ （2011年） |  | ダニエルズ （2010年）とトランプ （2011年） |
| ダニエルズ （2010年）とトランプ （2011年） |  |                                            |

ストーミー・ダニエルズとドナルド・トランプのスキャンダルとは、2016年アメリカ合衆国大統領選挙の直前に、ドナルド・トランプの個人弁護士マイケル・コーエンとポルノ女優ストーミー・ダニエルズの間で締結された秘密保持契約（NDA）に関する政治的スキャンダル。

## 概要
2018年1月にウォール・ストリート・ジャーナルがNDAを明らかにした後、ダニエルズは契約は無効であると主張し、トランプとコーエンを訴えた。この論争はメディアの注目を集め、問題へのコーエンの関与は法的な関心を惹いた。
2018年8月、コーエンはスキャンダル絡みと合わせ8件の罪状について有罪を認め、宣誓の下で「連邦政府の候補者（つまりトランプ）と調整し、その指示で」ダニエルズに報酬を支払ったと証言した。
2011年10月にトランプとダニエルズの不倫疑惑を最初に報じたのは、ブログ『The Dirty』と雑誌『Life & Style』であった。

## 経緯

### 2018年
2018年1月12日、ウォール・ストリート・ジャーナルは、コーエンが大統領選挙の1か月前の2016年10月にダニエルズに130,000ドルを支払い、2006年に彼女がトランプと持ったとされる不倫について口止めしたと報じた。

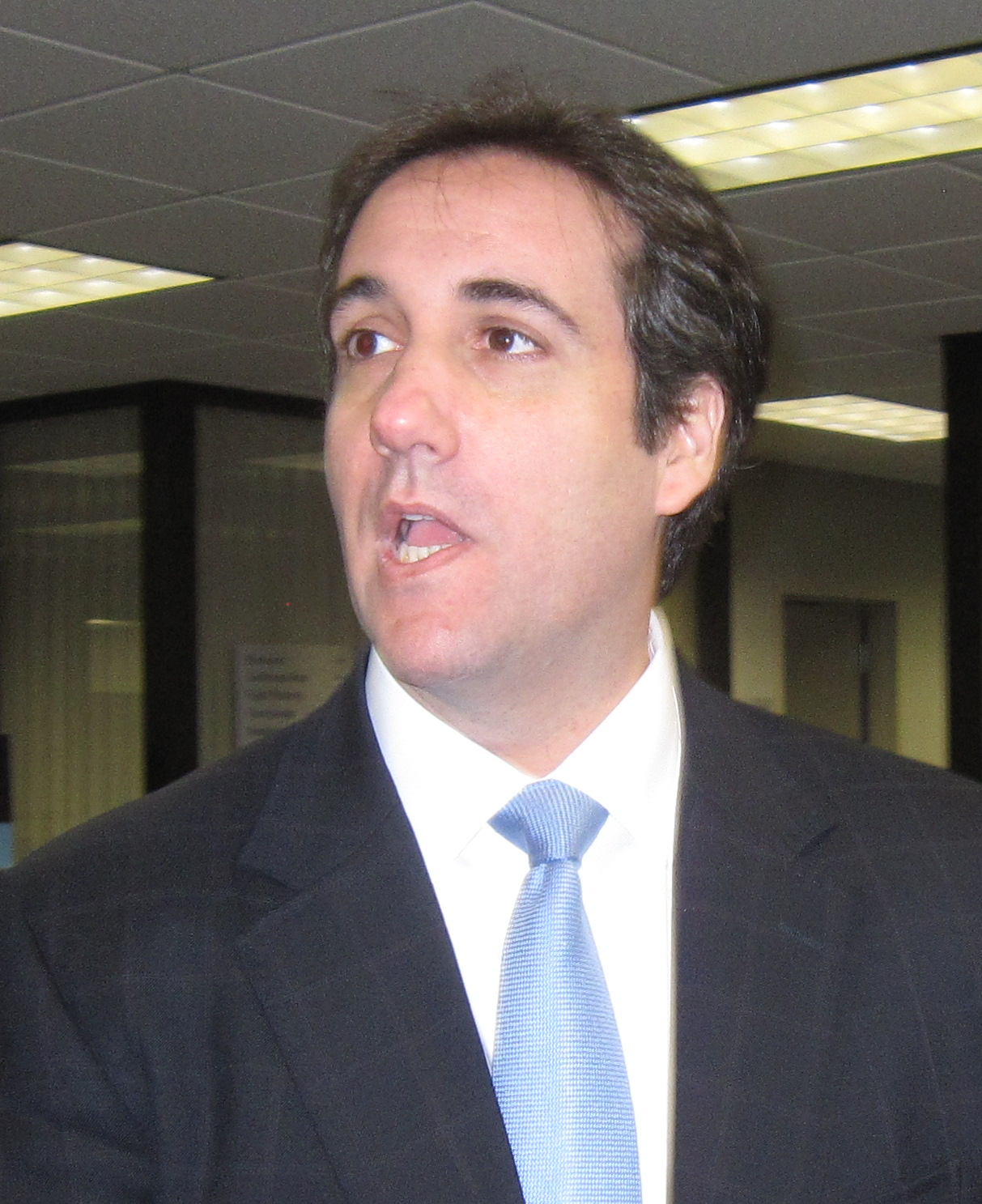
トランプの弁護士マイケル・コーエンはスキャンダルにより逮捕され有罪判決を受けた

ダニエルズは3月25日の『60ミニッツ』のインタビューで、彼女とトランプは一度性交渉を持ったことがあり、後に幼い娘の前で脅され秘密保持契約に署名するよう圧力をかけられたと語った。
2018年4月5日、エアフォースワンに搭乗中のトランプは、コーエンがダニエルズに130,000ドルを支払ったことは知らなかった、また、コーエンがなぜ支払いをしたのか、どこから金を工面したのかはわからないと述べた。
2018年5月、トランプの個人弁護士ルドルフ・ジュリアーニはFOXニュースで、コーエンがダニエルズに支払った130,000ドルを「大統領はコーエンに返済した」と語った。また、トランプはコーエンへの支払いの「全体的な取り決めは知っていた」が「詳細」は知らなかったと答えた。
2018年6月、ダニエルズはマイケル・コーエンと彼女自身の元弁護士であるキース・M・デビッドソンの双方を訴え、コーエンがデビッドソンに弁護士・依頼者間の秘匿特権に違背するよう唆したと非難した。訴訟はまた、トランプがメディアによるインタビューで、ダニエルズが事件を否定しようとしていることを知っていたと主張している。
2018年8月、コーエンは正式にFBIに降服した。その日の午後、コーエンは8件の罪状について有罪を認めた。そのうち5件は脱税、1件は金融機関に対する虚偽の陳述、1件は故意に違法な企業献金を引き起こした件、1件は候補者または選挙事務所の要求に応じて過度の選挙献金を行った件。彼はトランプ・オーガナイゼーションの上級幹部2人も口止め料の支払いに関与しているとも供述した。
2018年9月、トランプの弁護士はトランプは機密保持契約を強制することも、無効であるというダニエルズの主張に反対することもしないと述べた。
2018年10月、連邦判事S・ジェームズ・オテロは、トランプ大統領に対するダニエルズの名誉毀損訴訟を却下した。また、トランプはダニエルズから弁護士費用を受け取る権利があると裁定した。ダニエルズの弁護士マイケル・アベナッティは、直ちにアメリカ合衆国第9巡回区控訴裁判所に上訴した。
2018年11月、ウォール・ストリート・ジャーナルは、連邦検察官がストーミー・ダニエルズとカレン・マクドゥーガルへの支払いにおける選挙資金法違反にトランプが「中心的役割」をはたした証拠を握っているいると報じた。
2018年12月、ダニエルズはオテロ判事が同年10月に棄却した名誉毀損訴訟に関連した弁護士費用、経費、制裁金として、トランプ側の弁護士が要求した金額の半分以下である293,052.33ドルを支払うよう命じられた。コーエンはトランプの選挙運動中にダニエルズに（過度の選挙献金と見なされる）130,000ドルの口止め料を支払ったとして3年の禁固刑を言い渡された。

### 2019年
2019年8月、ニューヨーク郡地方検事は、口止め料の支払いに関する記録についてトランプ・オーガナイゼーションに召喚状を提出した。
2019年9月2日、アメリカ合衆国下院司法委員会は、2016年のダニエルズとカレン・マクドゥーガルへの口止め料の支払いにトランプが関与した疑惑を調査する準備を始めた。NBCとCNNは、コーエンがこの問題に関する情報を提供するためマンハッタンの検察官とプロファー契約を結んだと報じた。

### 2020年
2020年8月、ダニエルズはトランプに対する名誉毀損訴訟で上訴を棄却された。カリフォルニア州の裁判官は、2018年9月のNDAを実施しないというトランプの合意により、勝訴当事者であるダニエルズの弁護士費用を支払うようトランプに命じた。

### 2021年
2021年2月、合衆国最高裁判所は名誉毀損の訴訟に応じることを拒否し、ダニエルズの敗訴が確定した。
2021年5月、連邦選挙委員会（FEC）は2016年の選挙中のストーミー・ダニエルズへの支払いが選挙運動財政法への違反にあたるかに関する調査を取り下げた。FECは行動を起こすにあたり、党の方針に沿って2対2に分かれた。投票は内部報告書がトランプの選挙運動が故意に選挙資金法に違反したことを「信じる理由」があると示唆した数か月後に行われた。

### 2022年
2022年3月、アメリカ合衆国第9巡回区控訴裁判所（カリフォルニア州中部地区連邦地方裁判所）は、トランプに対するダニエルズの訴訟の最終判決に対する控訴に応じた。ダニエルズは弁護士費用、経費、制裁金（控訴を含まず）として約30万ドルを権利被害者に負っている。不倫疑惑は依然立証されておらず、この問題に関する裁判所の最終的な判決は合衆国控訴裁判所（USCA）の主張により確定された。ステファニー・クリフォード（ダニエルズ）は損害賠償を求める法廷で敗訴したため、この件についてさらに上訴するメリットは無かった。
判決を受けてダニエルズは「1ペニーでも支払うくらいなら刑務所に行くわ」とツイートした。
ドナルド・トランプ前大統領は、この判決を「完全なる勝利であり、私のための、私にとっての立証」であると表した。また、ダニエルズとセックスをしたことはないという当初からの主張を繰り返し、訴訟は純粋に政治的な宣伝行為であると言い張った。

### 2023年
2023年1月、マンハッタン地方検事局は、支払いにおけるトランプの役割に関する証拠を大陪審に提出する予定であった。1月31日、トランプはTruth Socialに次のように書いている。「『ストーミー（嵐のよう）』なナンセンスは…非常に古い、ずっと以前の出来事… [コーエン]に頼らない理由はなかったし、私はそうした。」ダニエルズは、これを彼女の主張の真実性を認めたものであると主張した。
2023年2月、コーエンは彼の携帯電話を州検察官に渡したと語った。検察官はダニエルズの元弁護士キース・デビッドソンの音声録音を含む通信の証拠を求めていた。
2023年3月18日、トランプはニューヨークの検察官の要請による詳細不明の容疑で、次の火曜日（3月21日）に逮捕される予定であると主張した。BBCは起訴はダニエルズへの「口止め料」の支払いに関連していると示唆した。
2023年3月30日、マンハッタンの大陪審は、口止め料の支払いに絡み、ビジネス記録の改ざんに関する34の罪でトランプを起訴した。大統領経験者の起訴はアメリカ史上初である。

### 2024年
5月30日、ニューヨーク州地裁の陪審は34件全ての罪状でトランプに有罪評決を言い渡した。大統領経験者が有罪評決を受けるのは史上初。翌31日、トランプは控訴すると表明した。同年の大統領選挙でのトランプの勝利を受け量刑の言い渡しは延期されている。

### 2025年
1月10日、ニューヨーク州地裁はトランプに対し有罪評決を維持しつつ刑罰を科さない「無条件での放免」を言い渡した。トランプは大統領の免責特権が適用されると主張し評決の無効を求めてきたが、地裁は判決で「大統領には陪審の評決を抹消する力は与えられていない」とした。これにより、トランプは有罪とされながら就任する初の大統領となる。